# Grecque (ferroviaire)
Pour les articles homonymes, voir Grecque.
La grecque, ou tapis de pilotage automatique, est un appareil de voie ferroviaire utilisé pour les trains automatiques.

## Description

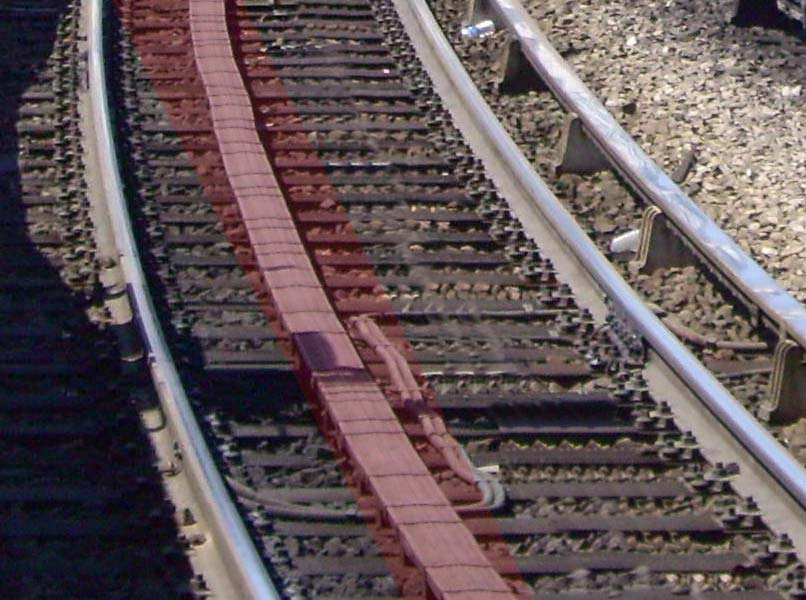
Grecque sur la ligne 5 du métro de Paris.

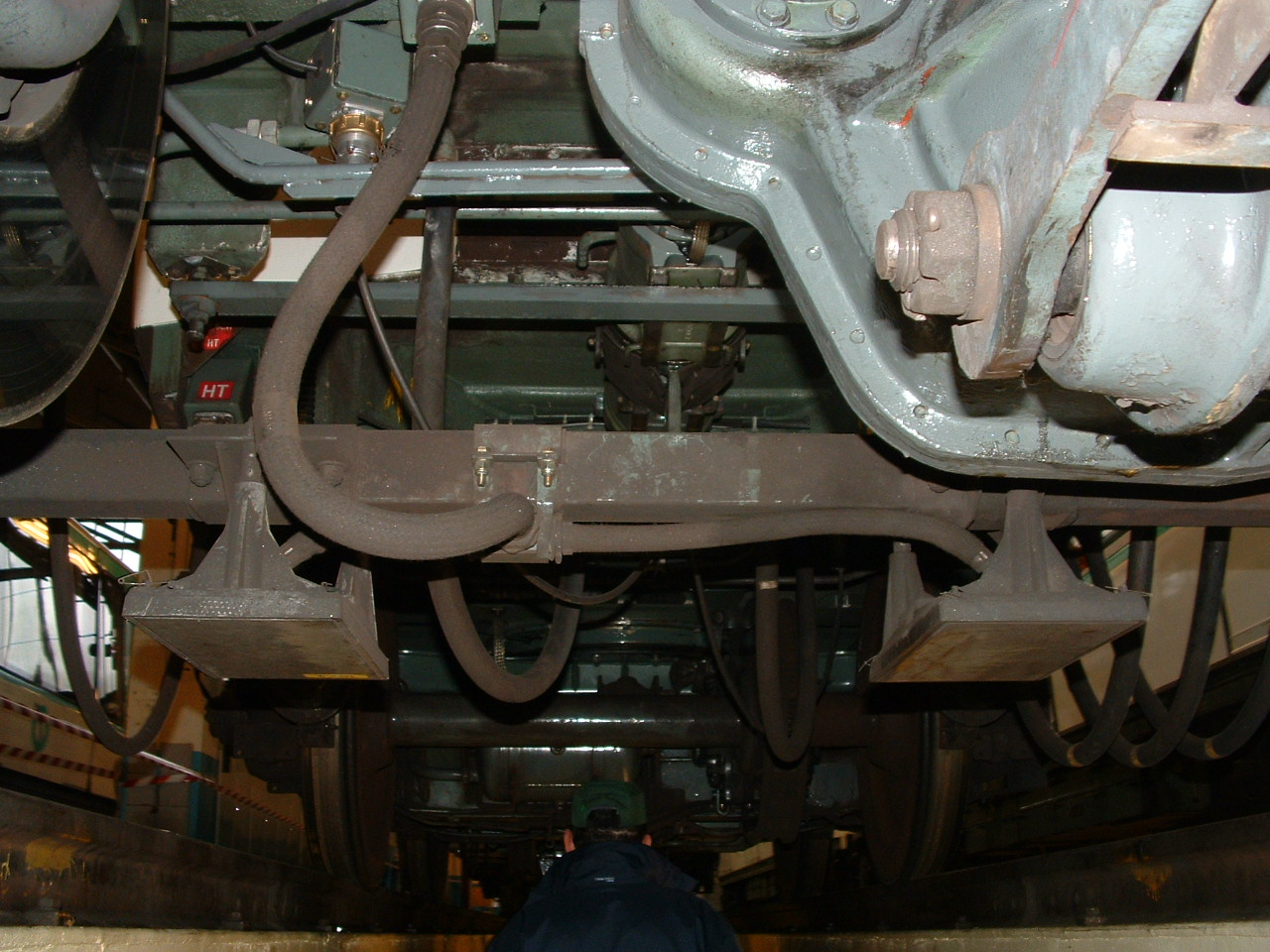
Lecteurs de grecque d'une rame MF 77 de la ligne 7 du métro de Paris.

Une grecque est une bande située en permanence entre les rails, passant sous le train.
Elle contient deux câbles parallèles jouant le rôle d'antenne émettrice. Ces câbles se croisant en un point donné, inversent le champ électromagnétique capté par les récepteurs du train. Ceci a pour conséquence d'initialiser un chronomètre, qui va compter le temps écoulé jusqu'à l'inversion de champ suivante. L'écart entre deux croisements est appelé redan.
Le temps ainsi mesuré sera comparé à un temps dit « de base 300 ms » et interprété comme une demande d'accélération ou de freinage. Ainsi, en faisant varier la longueur d'un redan, on fait varier la vitesse du train.
Exemples
- Un redan de 3 mètres indique une vitesse de consigne de 36 km/h.
- Un redan de 5 mètres indique une vitesse de consigne de 60 km/h.

Dans un système automatique tel que le Véhicule automatique léger (VAL), la grecque sert au contrôle de vitesse en parallèle des équipements servant à la gestion du cantonnement. L'interruption de ce signal cause la disparition du train des écrans de contrôle. Les équipements électroniques situés en bordure des voies détectent cette disparition et l'interprètent comme une défaillance grave du train. La zone où se situe le train est alors immédiatement arrêtée.
Le terme de « grecque » a pour origine la structure des tapis utilisés sur les lignes 1, 3 et 4 du métro de Paris, qui avaient la forme approchée d'une frise grecque. Depuis 1975, ce terme est tombé en désuétude dans le jargon usité par les agents de maintenance, à la suite de la mise en service du système PA 135 (135 kHz) [réf. souhaitée].